# 엄마의 봄날
《엄마의 봄날》은 TV조선의 교양 프로그램이다.

## 방송 시간
- 2015년 6월 6일 ~ 10월 3일 : 토요일 오전 8시
- 2015년 10월 5일 ~ 2016년 7월 25일 : 월요일 밤 9시 50분
- 2016년 8월 7일 ~ 2016년 12월 11일 : 일요일 오전 9시 30분
- 2016년 12월 18일 ~ 2017년 2월 26일 : 일요일 오전 10시 40분
- 2017년 4월 3일: 월요일 밤 8시 50분
- 2017년 4월 10일 ~ 2017년 4월 24일: 월요일 밤 8시 40분
- 2017년 5월 7일 ~ 2018년 1월 21일: 일요일 오전 10시 50분
- 2018년 1월 28일 ~ 2018년 2월 4일/2018년 2월 25일 : 일요일 오전 10시 40분
- 2018년 2월 11일 ~ 2018년 1월 21일: 일요일 오전 10시 50분
- 2018년 2월 18일: 일요일 아침 8시 40분
- 2018년 3월 4일 ~ 2018년 6월 17일: 일요일 오전 9시 50분
- 2018년 6월 24일 : 일요일 오전 10시 10분
- 2018년 7월 1일 ~ 2018년 12월 30일: 일요일 아침 8시 50분
- 2019년 1월 6일 ~ 일요일 아침 8시 30분

## 에피소드 목록

### 2018년
- 122회, 1월 7일 : 형덕 엄마의 내겐 너무 느린 당신
- 123회, 1월 14일 : 갯마을 화분 엄마의 짠내 나쁜 인생
- 124회, 1월 21일 : 청개구리 남편과 종순 엄마
- 125회, 1월 28일 : 영숙 엄마와 사랑꾼 남편
- 126회, 2월 4일 : 홍분 엄마의 얄마운 사람
- 127회, 2월 11일 : 맹자 엄마의 말좀 하소
- 128회, 2월 18일 : 순예 엄마의 오빵 나만 바라봐!
- 129회, 3월 4일 : 온달과 평강공주 종분 엄마
- 130회, 3월 11일 : 화자 엄마의 내 사랑 울보
- 131회, 3월 18일 : 굼뺑이 딸이 답답한 엄마와 엄마의 짠 입맛이 불만인 딸
- 132회, 3월 25일 : 40년 넘는 세월 의지하며 살아온 부부
- 133회, 4월 1일 : 이순 엄마네, 개님 '백구'
- 134회, 4월 8일 : 순임 엄마와 독수리 오자매
- 135회, 4월 15일 : 99세 울엄마, 복순씨 上
- 136회, 4월 22일 : 99세 울엄마, 복순씨 下
- 137회, 4월 29일 : 주꾸미 마을 순녀 엄마와 허당 남편
- 138회, 5월 6일 : 조선에서 온 그대
- 139회, 5월 13일 : 문희 엄마와 고리 타분한 독불장군
- 140회, 5월 20일 : 300년 고택과 노부부
- 141회, 5월 27일 : 쌍순 엄마와 초보 농사꾼
- 142회, 6월 3일 : 숙자 엄마의 '엄마만 세번째'
- 143회, 6월 10일 : 산골마을 순옥 엄마가 사는 법
- 144회, 6월 17일 : 꼬부랑 부부가 사는 법
- 145회, 6월 24일 : 거북 할배와 토끼 할매 지리산 별주부전
- 146회, 7월 1일 : 숙교 엄마의 '멸치 남편모시기'
- 147회, 7월 8일 : 2% 부족한 고부의 사랑
- 148회, 7월 15일 : 정숙 엄마의 창문 밖 세상
- 149회, 7월 22일 : 복순 엄마와 미운 우리 쌍둥이
- 150회, 7월 29일 : 술 익는 부부의 아마도 사랑
- 151회, 8월 5일 : 군남엄마와 10살 연상 남편
- 152회, 8월 12일 : 태희 엄마네 감자밭을 지켜라
- 153회, 8월 19일 : 부부의 소박한 행복이야기 '죽어도 좋아'
- 154회, 8월 26일 : 화개골에 여름이 오면
- 155회, 9월 2일 : 황소 부부의 사랑과 전쟁
- 156회, 9월 9일 : 35년 소년 내 아들 문일이
- 157회, 9월 16일 : 백구 엄마는 오늘도 달린다
- 158회, 9월 23일 : 여왕벌 엄마와 꿀벌 소동
- 159회, 9월 30일 : 누에 부부의 뽕 따러 가세
- 160회, 10월 7일 : 엄지 할멍과 키다리 할배의 워메, 장한 것
- 161회, 10월 14일 : 80세에 다시 만난 첫사랑
- 162회, 10월 21일 : 100세 시어머니와 밥 며느리
- 163회, 10월 28일 : 전어 엄마 복임 씨의 짭짤한 인생
- 164회, 11월 4일 : 순자 엄마의 남편은 못말려
- 165회, 11월 11일 : 양양 흥 부부 얼씨구 좋구나
- 166회, 11월 18일 : 섬마을 부녀의 애중 섞인 리얼 라이프
- 167회, 11월 25일 : 달래 엄마의 웬수 같은 내 사랑
- 168회, 12월 2일 : 두메 산골 영희 엄마와 오지랖 남편
- 169회, 12월 9일 : 맥가이버 남편과 딸 같은 혜명씨
- 170회, 12월 16일 : 주왕산의 달달한 보신 부부
- 171회, 12월 23일 : 96세 친정엄마와 77세 딸의 유쾌한 동거
- 172회, 12월 30일 : 약방부부의 로맨스가 필요해

### 2019년
- 173회, 1월 6일 : 낙지 잡는 최 형사와 골목대장 남편
- 174회, 1월 13일 : 압실골 복례 엄마네 추억의 겨울 밥상
- 175회, 1월 20일 : 오지랖 할매와 병아리 영감
- 176회, 1월 27일 : 양양 토끼 부부의 맛있는 겨울나기
- 177회, 2월 3일 : 호통 엄마와 외조의 제왕
- 178회, 2월 10일 : 대청호 뱃사공 부부
- 179회, 2월 17일 : 노도의 마도로스와 동백꽃 여인
- 180회, 2월 24일 : 골매골 부부의 사랑은 달고나
- 181회, 3월 3일 : 창금 엄마의 두 남자
- 182회, 3월 10일 : 매콥 쌈싸름 가마솥 사랑 청순 엄마
- 183회, 3월 17일 : 생굴 각시와 감태 영감
- 184회, 3월 24일 : 잔소리 남편과 속타는 아내
- 185회, 3월 31일 : 무등산 밀당 부부의 꽃보다 사랑
- 186회, 4월 7일 : 말순씨 사랑합니다
- 187회, 4월 14일 : 꼬부랑 부부의 인생 찬가
- 189회, 4월 28일 : 40년 어부 부부의 강따라 인생
- 190회, 5월 5일 : 순자 엄마의 시골 라이프
- 191회, 5월 12일 : 꽃보다 할매
- 192회, 5월 19일 : 춘희 엄마의 항아리 연가
- 193회, 5월 26일 : 미나리 부부의 아삭하고 향긋한 인생
- 194회, 6월 2일 : 병임 엄마의 억척 인생
- 195회, 6월 9일 : 왕방 저수지의 우렁각시
- 196회, 6월 16일 : 오늘도 행복합시다
- 197회, 6월 23일 : 개미엄마와 베짱이 남편
- 198회, 6월 30일 : 춘자 엄마의 나는 언제나 술래
- 199회, 7월 7일 : 토끼 엄마와 거북 남편
- 200회, 7월 14일 : 은행나무 사랑 걸렸네
- 201회, 7월 21일 : 가야산의 여름 동화
- 202회, 7월 28일 : 당신만이 내 사랑
- 203회, 8월 4일 : 영숙 엄마의 가시 박힌 손
- 204회, 8월 11일 : 요리왕 월덕 엄마의 귀촌
- 205회, 8월 18일 : 소백산 도인과 마나님
- 206회, 8월 25일 : 남편 바라기 아내의 꽃보다 당신
- 207회, 9월 1일 : 경상도 부부의 바꿔야 산다
- 208회, 9월 8일 : 오지마을 자급자족 라이프
- 209회, 9월 15일 : 쌍둥이 남편 모시기
- 210회, 9월 22일 : 엄마는 구멍가게 사장님
- 211회, 9월 29일 : 엄마의 마음 여자의 마음
- 212회, 10월 6일 : 민통선 마을 '전통주'의 비밀
- 213회, 10월 13일 : 이것이 인생 삼시세끼
- 214회, 10월 20일 : 미스터 트롯의 아내
- 215회, 10월 27일 : 꿀 따는 엄마와 천하태평 내 남편
- 216회, 11월 3일 : 연희 엄마의 대장 시어머니 모시기
- 217회, 11월 10일 : 내겐 보약같은 당신
- 218회, 11월 17일 : 내 영감이라지
- 219회, 11월 24일 : '남'바라기 남편과 '님'바라기 아내
- 220회, 12월 1일 : 억순이 옥순 엄마의 황금 바다
- 221회, 12월 8일 : 북조선 며느리와 남조선 연순 엄마
- 222회, 12월 15일 : 금지옥엽 내 딸 정숙이
- 223회, 12월 22일 : 애교쟁이 남편의 내 사랑 순분 씨~
- 224회, 12월 29일 : 2019연말특집

### 2020년
- 225회, 1월 5일 : 나라사라아 내 남편, 남현 씨
- 226회, 1월 12일 : 모두가 포기했던 엄마의 기적
- 227회, 1월 19일 : 아빠의 봄날을 위하여
- 228회, 1월 26일 : 고부열전
- 229회, 2월 2일 : 애정꾼 이장님댁 남편은 못말려
- 230회, 2월 9일 : 내사랑 상숙이
- 231회, 2월 16일 : 인생은 짭잘하게 사랑은 달달하게
- 232회, 2월 23일 : 구룡포 부부의 짠 내 나는 인생
- 233회, 3월 1일 : 흥부자 남편과 소녀 감성 엄마
- 234회, 3월 8일 : 자연인 남편과 사는 법
- 235회, 3월 15일 : 울릉도 막걸리 로맨쓰
- 236회, 3월 22일 : 욕쟁이 엄마의 내겐 너무 느린 당신
- 237회, 3월 29일 : 춘대 할매와 기찬 할배 먹점골 환상의 짝꿍
- 238회, 4월 5일 : 산골 아지매의 도망간 청춘
- 239회, 4월 12일 : 나는 행복한 사람
- 240회, 4월 19일 : 울릉도에 살어리랏다
- 241회, 4월 26일 : 옥덕 엄마의 심각 스캔들
- 242회, 5월 3일 : 섬마을 부부의 동상이몽
- 243회, 5월 10일 : 네 남편은 여덟살
- 244회, 5월 17일 : 금 캐는 엄마와 노다지 영감
- 245회, 5월 24일 : 전복 애(愛) 빠진 보길도 부부
- 246회, 5월 31일 : 윤자 엄마의 쨍하고 해뜰날
- 247회, 6월 7일 : 97세 영감님과 84세 미나님
- 248회, 6월 14일 : 안녕, 나의 길성호
- 249회, 6월 21일 : 연상 아내와 사랑꾼 남편
- 250회, 6월 28일 : 미소천사 엄마의 익어가는 귀어 일기
- 251회, 7월 5일 : 삼례엄마의 이젠 나만 믿어요
- 252회, 7월 12일 : 일편단심 민들레야
- 253회, 7월 19일 : 제주 해녀 어멍의 숨비소리
- 254회, 7월 26일 : 매력쟁이 희자 엄마와 흥부자 남편
- 255회, 8월 2일 : 청풍호 어부 부부의 노래
- 256회, 8월 9일 : 송죽마을 귀예 씨의 레디~ 액션!
- 257회, 8월 16일 : 느림보 남편의 내 사랑 영자 씨
- 258회, 8월 23일 : 산골마을 세 여자의 여름나기
- 259회, 8월 30일 : 영자가 그렇게 좋아? 참 좋아
- 260회, 9월 6일 : 나 도시로 돌아갈래
- 261회, 9월 13일 : 포항 억척엄마 내 이름은 정태희
- 262회, 9월 20일 : 원자엄마의 짠내나는 로맨스
- 263회, 9월 27일 : 나만의 휘야
- 264회, 10월 4일 : 버릴 것 하나 없는 그대
- 265회, 10월 11일 : 정순 엄마의 꿈같은 하룻밤
- 266회, 10월 18일 : 깔끔쟁이 봉희 엄마는 괴로워
- 267회, 10월 25일 : 해녀 할망 도시 로맨스
- 268회, 11월 1일 : 사랑은 중고라도 좋아요
- 269회, 11월 8일 : 대장부 엄마와 소녀 감성 남편
- 270회, 11월 15일 : 매향리 마을 갯벌에 살어리랏다
- 271회, 11월 22일 : 마음은 숫자 나이가 진짜
- 272회, 11월 29일 : 빨간 샤쓰를 입은 여인
- 273회, 12월 6일 : 옥희 엄마의 사랑의 재개발
- 274회, 12월 13일 : 춘옥 엄마의 오뚝이 인생
- 275회, 12월 20일 : 양지 위에 핀 크리스마스 선물
- 276회, 12월 27일 : 금자는 사랑의 머슴이어라